# Círculo de Gundam
Gundam es una subdivisión administrativa (cercle o círculo) de la región de Tombuctú, en Malí. En abril de 2009 tenía una población censada de 151 329 habitantes y estaba formada por las siguientes comunas o municipios, que se muestran igualmente con población de abril de 2009:
- Goundam 12,586
- Alzounoub 4,477
- Bintagoungou 8,313
- D'adarmalane 955
- Douékiré 18,095
- Doukouria 2,765
- Essakane 11,358
- Gargando 8,522
- Issa Bery 4,126
- Kaneye 2,332
- M'Bouna 3,831
- Raz-El-Ma 4,398
- Télé 5,926
- Tilemsi 7,392
- Tin Aicha 2,977
- Tonka 53,276[1]